# Xã Round Prairie, Quận Callaway, Missouri
Xã Round Prairie (tiếng Anh: Round Prairie Township) là một xã thuộc quận Callaway, tiểu bang Missouri, Hoa Kỳ. Năm 2010, dân số của xã này là 1.038 người.